# Саенко, Гавриил Емельянович
Гаврии́л Емелья́нович Сае́нко (24 марта 1905 — 7 февраля 1949) — полный кавалер ордена Славы, участник Великой Отечественной войны.

## Биография
Гавриил Емельянович Саенко родился 24 марта 1905 года в селе Кладьковка, ныне Куликовского района, Черниговской области в семье крестьянина. Национальность — украинец. Образование — 7 классов. В предвоенные годы работал в колхозе родного села.
В Великой Отечественной войне Г. Е. Саенко участвует с октября 1943 года в составе 545-го стрелкового полка 389-й стрелковой дивизии.
В январе 1944 года 545-й стрелковый полк, где рядовой Саенко служил пулемётчиком в пулемётной роте, принимал участие в освобождении города Бердичев, а потом закрывал танкоопасное направление в районе села Зозовка, Липовецкого района, Винницкой области.
25 марта 1944 года рядовой Саенко Г. Е. отлично проявил себя во время боя за село Гаенка, Гороховского района, Волынский области. Сначала была разведка. Взвод разведчиков подполз к крайнему дому. Трое из взвода — Саенко и его двое товарищей по оружию вошли тихонько во двор, где оказалась хозяйка дома. Ахнув от неожиданности, она шепнула: «В хате полно немцев». Тут же бросили в окно гранату. Выбегающих из хаты фашистов расстреливали на пороге, одного взяли в плен. Отходили под миномётным обстрелом, волоча за собой пленного немца и раненого командира взвода.
Умер 7 февраля 1949 года.

## Награды
- Орден Славы 1-й степени (10.04.1945).
- Орден Славы 2-й степени (25.10.1944).
- Орден Славы 3-й степени (26.08.1944).